# Cinygmula gartrelli
Cinygmula gartrelli är en dagsländeart som beskrevs av Mcdunnough 1934. Cinygmula gartrelli ingår i släktet Cinygmula och familjen forsdagsländor. Inga underarter finns listade i Catalogue of Life.